# Paul Reynaud
Paul Reynaud (Barcelonnette, Basses-Alpes, 15 de Outubro de 1878 - Neuilly-sur-Seine, Seine, 21 de Setembro de 1966) foi um político francês. Ocupou o cargo de primeiro-ministro da França, entre 21 de Março de 1940 e 16 de Junho de 1940.
Ligado à direita moderada, foi várias vezes ministro da Terceira República. Ministro das Finanças em 1938, no governo de Édouard Daladier, em seguida foi presidente do Conselho de Ministros, de 22 de março a 17 de junho de 1940, função que acumulou com a de ministro das Relações Exteriores e depois, com a de Ministro da Guerra. Após a Batalha de França, Paul Reynaud, em desacordo com os principais membros do governo e responsáveis militares quanto à conduta a adotar, pede demissão, sendo substituído pelo  marechal Pétain, que assinará o armistício com a Alemanha. Durante seu mandato, foi defensor ferrenho da guerra móvel blindada, mas isso quase não foi posto em prática pois a maioria dos comandantes do exército francês na época defendiam a guerra de trincheiras.
Foi preso pelos alemães e libertado na Batalha pelo Castelo Itter.